# Wojnowice (powiat średzki)
Wojnowice (niem. Wohnwitz) – wieś w Polsce, położona w województwie dolnośląskim, w powiecie średzkim, w gminie Miękinia.
W latach 1975–1998 miejscowość administracyjnie należała do województwa wrocławskiego.

## Położenie
Wieś jest położona na Wysoczynie Średzkiej, ok. 23 km na zachód od Wrocławia. W odległości 4 km na południe, we wsi Mrozów znajduje się stacja na linii kolejowej Wrocław-Zgorzelec.

## Historia wsi i zamku
Po raz pierwszy Wojnowice wymieniono w kronikach z 1291 r. W 1351 cesarz Karol V nadał wieś rycerzowi Johannowi Skopp. Pięćdziesiąt osiem lat później właścicielem wsi był Nicolas von Wohnwitz, który przekazał prawa do istniejącego już wówczas zamku Franzowi von Schellendorf. Od 1435 właścicielami majątku był rycerski ród von Kickow, który wymarł w 1511. Nabywcą dóbr wojnowickich został niemiecki uczony i tworzący w łacinie poeta Achatius Haunold, który już dwa lata później odsprzedał je Nicolausowi von Schebitz. Nowy nabywca przebudował całkowicie zamek. W 1544 właścicielką wsi została Lukrecja Boner, córka możnego lekarza z Wrocławia, jej dwaj mężowie również przebudowywali budowlę. W 1576 ród Bonerów sprzedaje majątek potomkom dawnych właścicieli, von Schenitzom. Czternaście lat później sytuacja się odwraca i odkupującymi są potomkowie Bonerów, ale gospodarują tutaj tylko jedenaście lat. W 1601 zamek na krótko stał się własnością Ernsta von Schweidigera, który odsprzedał go po kilku miesiącach cesarskiemu radcy Carlowi von Boberg und Gittmannsdorf. Ten właściciel był właścicielem zamku do 1618, kiedy to sprzedał go rodzinie von Sauerma. Byli oni jednymi z dłużej gospodarujących tu posiadaczy. Dopiero w 1649 sprzedali majątek w Wojnowicach za niebagatelną kwotę 12 tysięcy talarów Weitowi Rötelowi, który pełnił funkcję komisarza wojennego Wrocławia i tzw. Kamery Wrocławskiej. Trzy lata później komisarz zmarł, a majątek przeszedł na wdowę po nim Ursulę Mariannę von Mudrach. Ona i jej potomkowie zarządzali Wojnowem do 1758. Po nich do 1825 r. właścicielami był ród von Maltzahn, który sprzedał posiadane majętności za 42 tysiące talarów Friedriechowi Wilhelmowi von Koschembahr. Po sześciu latach odsprzedał on Wojnowice rodzinie von Prießemuth, która w 1870 r. sprzedała je doktorowi Klemm, który był rządowym radcą do spraw zdrowia i medycyny. Klemm przebudował obiekt i w miejsce drewnianego pobudował most z cegły. Po zakończeniu remontu zamek za 100 tysięcy marek nabył szwagier Klemma, Wiktor Weitz. W 1892 r. dobra wojnowickie zakupił Schneider, urzędnik państwowy, który wniósł do swojej własności wiele zmian. Wprowadził gospodarkę hodowlaną, a należące do niego Mrozowskie Lasy zamienił w tereny łowieckie. Schneider zmarł w 1906 r., po nim Wojnowicami zarządzali jego potomkowie, stan taki trwał do 1945 roku.

## Zabytki
Do wojewódzkiego rejestru zabytków wpisane są:
- zespół zamkowy:
  - zamek „wodny”, z l. 1513-90, rodu Boner z Wrocławia, otoczony fosą wypełnioną wodą, stąd pochodzi powszechnie używana nazwa zamek na wodzie[5]
  - most z cegły nad fosą, prowadzący do zamku, wybudowany w 1870 r. - XIX wieku. Przy moście rośnie lipa o obwodzie ponad 5 m
  - park krajobrazowy, z aleją dojazdową obsadzoną 30 lipami oraz z pomnikowym dębem, z drugiej poł. XIX w.
  - most nad stawem, z drugiej poł. XIX w.

- zespół folwarczny (dworski) przy zamku, wybudowany w k. XIX w.

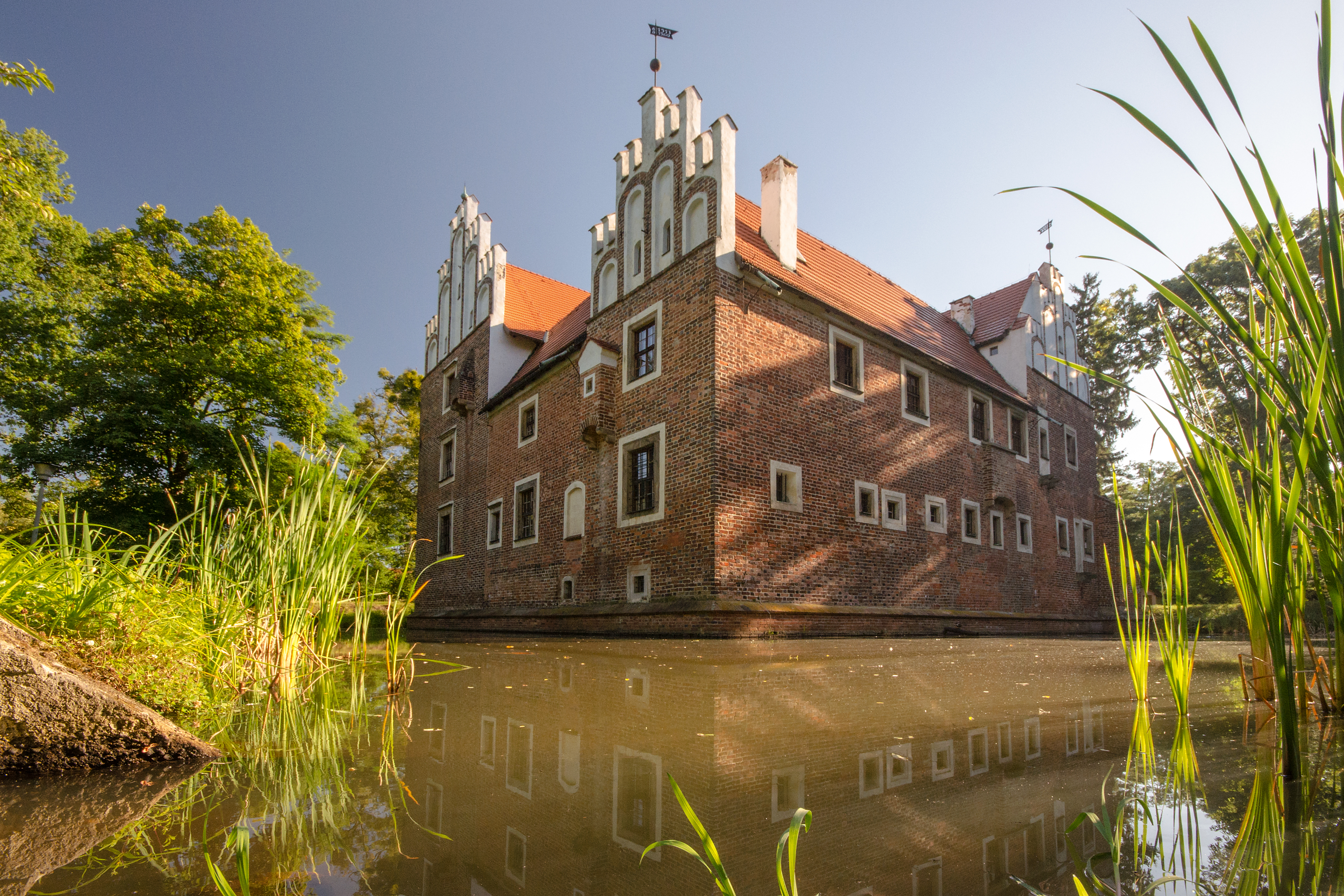
Zespół zamkowy
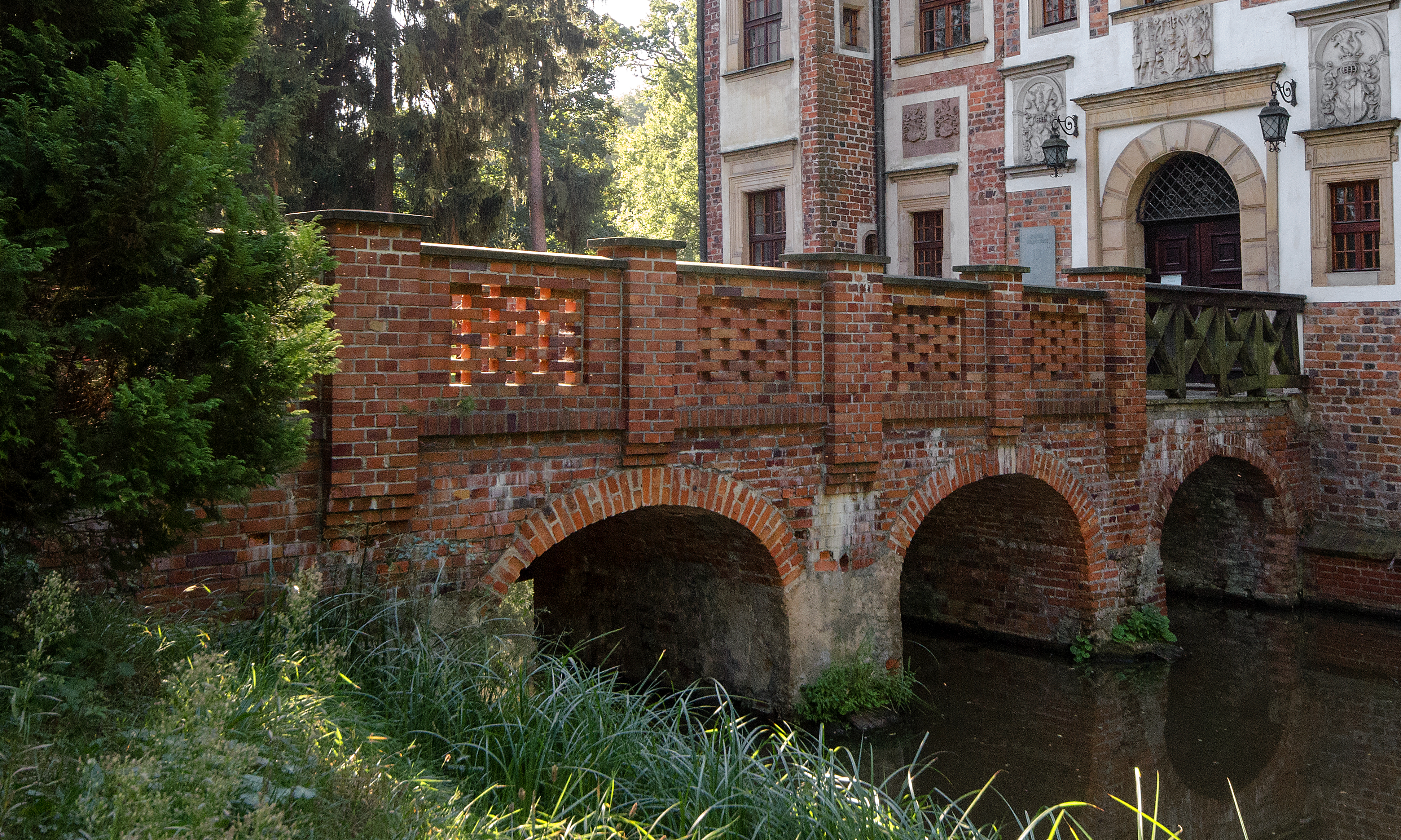
Zespół zamkowy - most
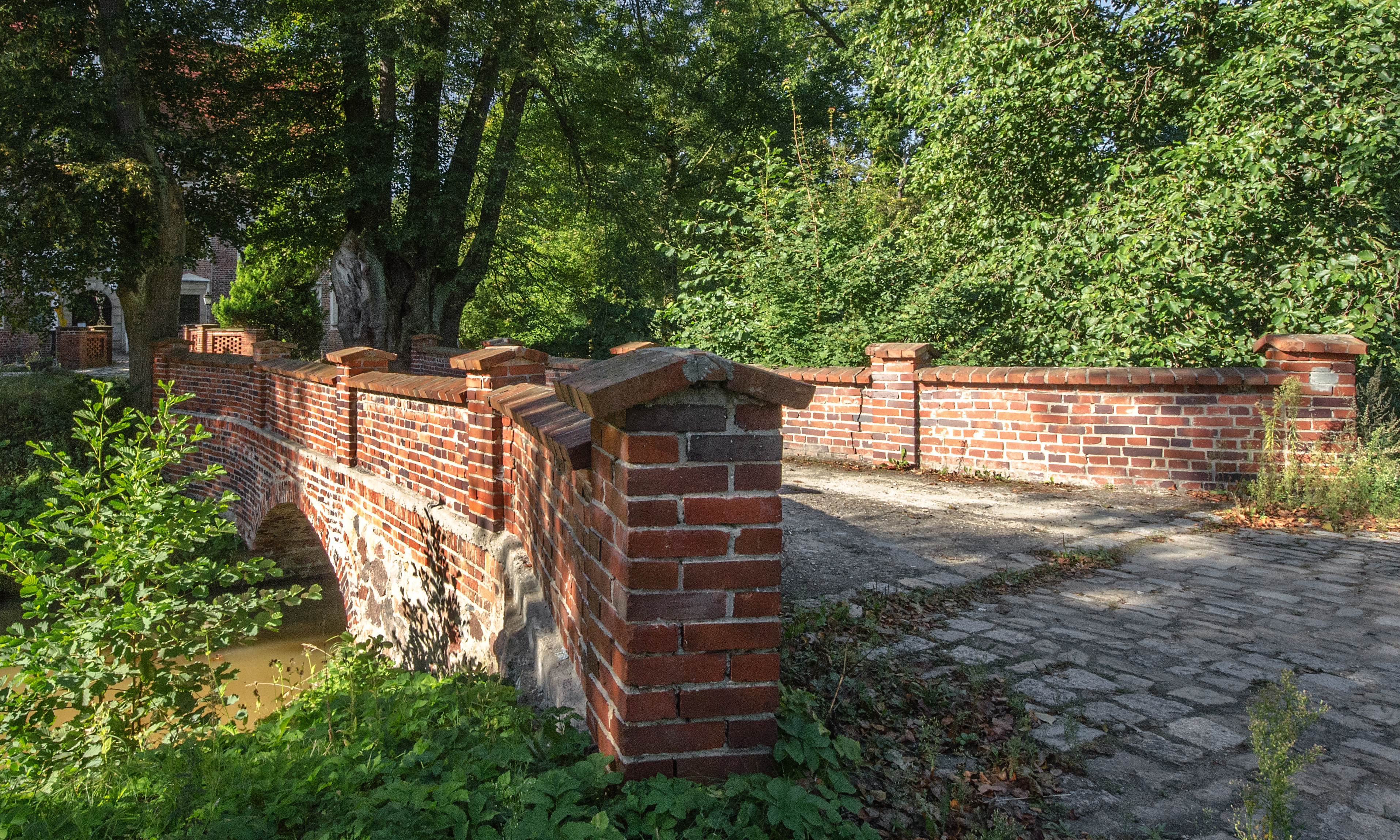
Zespół zamkowy - most

inne obiekty:
- prywatne obserwatorium astronomiczne znajdujące się w północnej części wsi
- dawne stawy hodowlane znajdujące się na zachód miejscowości
- Mrozowskie Lasy otaczające Wojnowice od południowej i wschodniej strony[6].